# Пер Ґульбрандсен
Пер Ґульбрандсен (норв. Per Gulbrandsen, 18 липня 1897 — 2 листопада 1963) — норвезький академічний веслувальник.
Бронзовий призер Олімпійських Ігор 1920 року в складі розпашної четвірки зі стерновим.